# فويتشخ باولاك
فويتشخ باولاك (بالبولندية: Wojciech Pawlak)‏ (و. 1969  م) هو رياضي، وراكب دراجة هوائية بولندي، ولد في اوسترو ولكوبوليسكي، شارك في الألعاب الأولمبية الصيفية 1988، والألعاب الأولمبية الصيفية 1992.

## روابط خارجية
- فويتشخ باولاك على موقع الاتحاد الدولي للدراجات (الإنجليزية)
- فويتشخ باولاك على موقع أرشيف الدراجات (الإنجليزية)
- فويتشخ باولاك على موقع إحصائيات الدراجات الإحترافية (الإنجليزية)
- فويتشخ باولاك على موقع أوليمبيديا (الإنجليزية)
- فويتشخ باولاك على موقع اللجنة الأولمبية البولندية (مؤرشف) (البولندية)